# Francisco Vidal Gormaz
Francisco Vidal Gormaz (1 de juliol de 1837 – Santiago de Xile, 3 de març de 1907) va ser un militar i geògraf xilè.